# Жан Беро
Жан Беро́ (фр. Jean Béraud; нар. 31 грудня 1848 (12 січня 1849) Санкт-Петербург, Російська імперія — пом. 4 жовтня 1936 року, Париж, Франція) — французький салонний живописець, який став популярним завдяки численним жанровим роботам, що зображали життя Парижа (у тому числі нічного) і паризького світського суспільства, і картинами на євангельські сюжети.

## Біографія
Жан Беро і його сестра-близнючка Мелані народились у Санкт-Петербурзі. За юліанським календарем, прийнятим у Російській імперії, це сталося в останній день 1848 року; за григоріанським ж, що діяв на батьківщині його сім'ї, у Франції — 12 січня 1849 року. Крім Мелані, у Жана було ще дві сестри, Адрієнн і Естелль. Їхній батько, який був скульптором, помер 1853 року, і його вдова з чотирма дітьми повернулася до Парижа.
У Парижі Жан Беро навчався в ліцеї Бонапарта (нині Ліцей Кондорсе), після чого хотів заглибитися в юриспруденцію, щоб стати адвокатом. Однак після Французько-прусської війни він змінив свої наміри, і вирішив отримати художню освіту. З 1871 року впродовж двох років Беро відвідував Школу витончених мистецтв (фр. École Beaux-Arts), де відвідував рисувальні класи відомого портретиста Леона Бонна (фр. Léon Bonnat).
1887 року Жан Беро став лицарем, і 1894 року — офіцером ордена Почесного легіону.
1889 року нагороджений золотою медаллю Товариства французьких художників, і в тому ж році золотою медаллю Всесвітньої виставки в Парижі.
До кінця XIX століття Беро все менше віддавав часу власному живопису, активно беручи участь у численних виставкових комітетах і журі, в організації виставок Товариства витончених мистецтв, віце-президентом і співзасновником якого він був.
Жан Беро ніколи не був одружений та не мав дітей. Похований на кладовищі Монпарнас поруч з матір'ю, уродженої Ж.-Е. Жакен (фр. Geneviève Eugénie Jacquin, померла 1886 року), і сестрою Мелані, (померла 1927 року).

## Творчість
Закінчивши навчання в Школі витончених мистецтв, Беро відкрив власну майстерню в кварталі художників на Монмартрі. З 1873 (за іншими даними 1872) по 1889 роки він регулярно виставлявся в Паризькому салоні. Будучи учнем Бонна, Беро почав свою кар'єру художника як портретист. Образ Леди (1875) належить міфологічній тематиці, але 1876 року художник зробив прорив у іншій області. Визнання йому принесла картина «Повернення з похорону» (фр. «Le Retour de l'enterrement»), виставлена в салоні 1876 року. На полотні зображена група людей, охоплених загальним сумом після поховання. Один з чоловіків прикурює сигару, інші заглибилися в бесіду. Ця вулична сценка поклала початок серії численних робіт зі схожими мотивами.

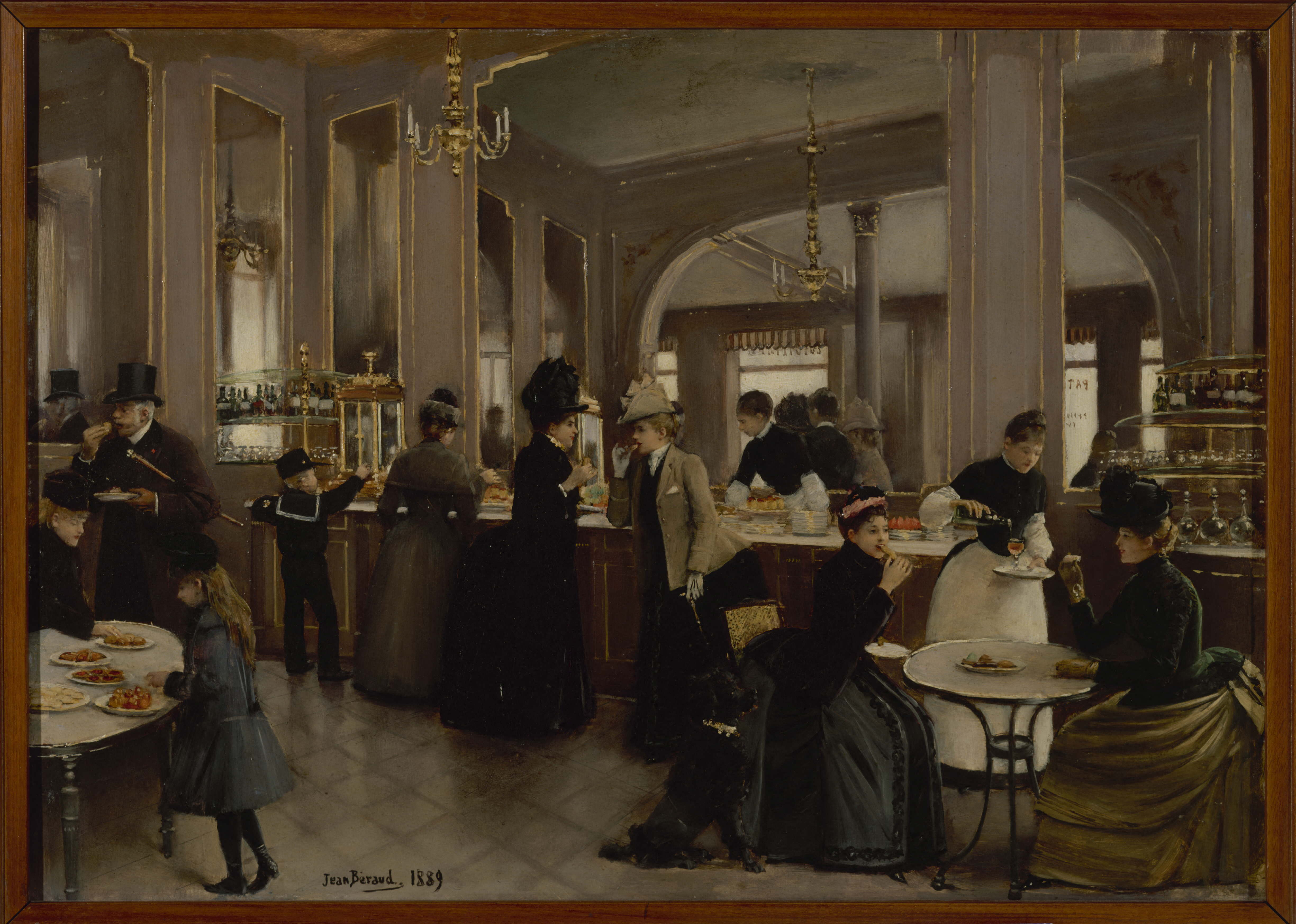
Кондитерська Gloppe на Єлисейських Полях (1889)

Зображення Єлисейських Полів, кафе, Монмартру та берегів Сени є точно деталізованими ілюстраціями паризьких буднів часів Прекрасної епохи (фр. Belle Époque). Прикладом цьому можуть слугувати картина 1889 року «Кондитерська Gloppe». Поступово стиль живопису Беро зрушився від академічного убік імпресіонізму. Однак, у той час як найбільші імпресіоністи відійшли від сумбурного Парижу та малювали ландшафти його околиць, Беро — як і його друг Едуард Мане (1832—1883), і, в деяких своїх зразках, Едгар Дега (1834—1917), звертався до мотивів саме міського життя. Художні прийоми, використані Беро, зокрема, при малюванні так званих кафешантанів (café chantant), згодом стали класичними.

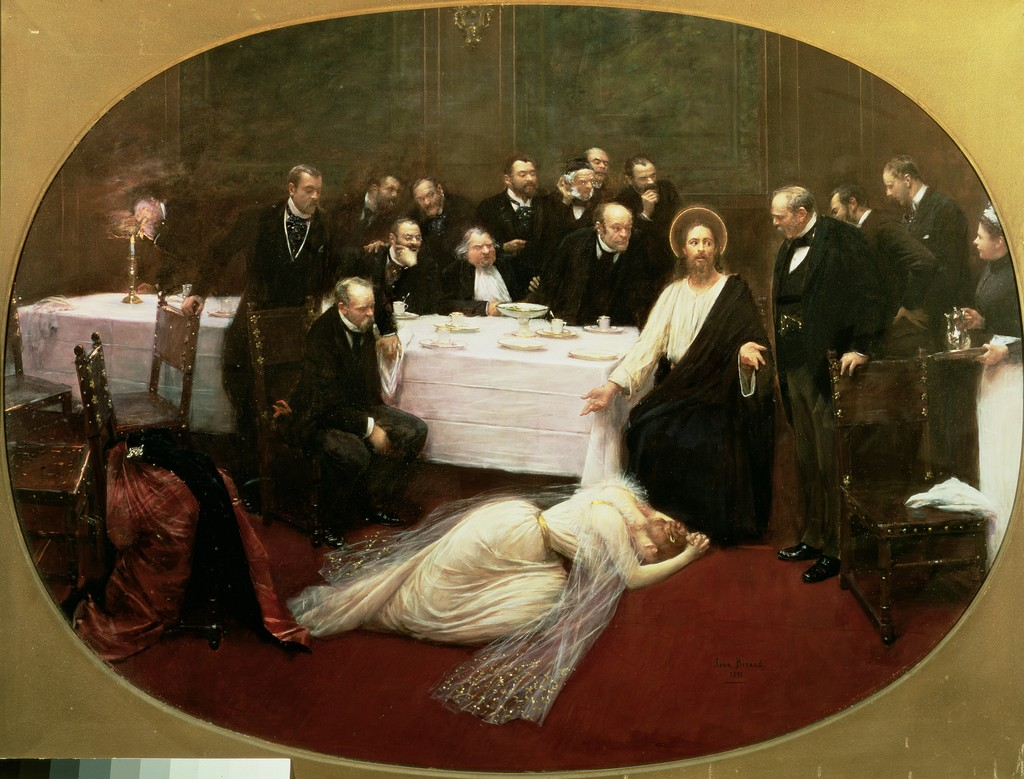
Магдалена в будинку Симона фарисея (1891)
Музей д'Орсе, Париж

1890 року Беро вперше звернувся до релігійної тематики. Картини цього ряду нагадують нідерландський живопис XVII століття. У Паризькому салоні 1891 року Беро виставив свою «Магдалену в будинку фарисеїв». Класичні біблійні сцени, персонажі яких одягнені в сучасний одяг, викликали в той час скандальну критику. Серед осіб, що оточили Спасителя, сучасники впізнавали Ернеста Ренана — автора не менш скандальної в ті роки монографії «Життя Ісуса», а для Магдалени позувала куртизанка Ліана де Пужі.
1885 року Беро взяв участь у створенні Товариства пастелістів (фр. Société Pastellistes, згодом його президентом був обраний Анрі Жерве). Товариство пастелістів виставило твори своїх художників в окремому павільйоні Всесвітньої виставки 1889 року, і тут роботи Беро були відзначені золотою медаллю. З 1890 по 1929 роки Беро виставлявся в салоні Національного товариства витончених мистецтв (фр. Salon de la Société Nationale), який він заснував разом з Огюстом Роденом, Ж.-Л.-Е. Месоньє та П. С. Пюві де Шаванном. Посмертну виставку його робіт провів 1936 року паризький музей Карнавале.

### Беро як салонний живописець

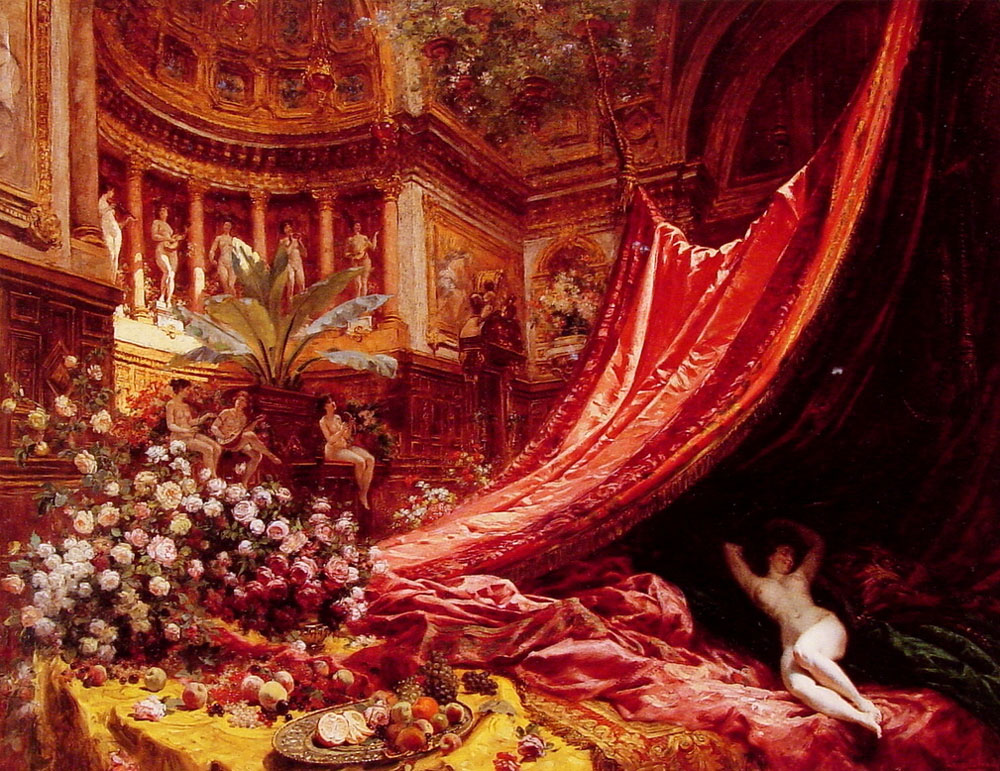
Симфонія в червоному та золоті (1895).
Приватна колекція

Беро належав до числа так званих салонних живописців. В основі салонного живопису лежала академічна манера: «досконалість малюнка, витонченість ліній, тонке опрацювання кольору, ретельна деталізація, „піднесений“ і зрозумілий сюжет, а головне — раціоналістично вивірена система правил, відповідно до якої здійснюється підхід до зображення того чи іншого об'єкту».

Характеризуючи напрям, якому належить творчість Беро, В. Калмикова та В. Тьомкін пишуть в «Енциклопедії сучасного живопису»: 
Назва «салонне мистецтво» виникла тому, що члени журі офіційних мальовничих виставок Парижа, від яких залежав відбір творів, що виставляються на огляд широкої публіки, підтримували академістів і «неокласиків», які виставлялися в «Квадратному салоні». Згодом вона поширилось далеко за межі цього кола живописців. Серед художників цього напрямку — Аморі-Дюваль, Глейр, Шопен, Кутюр, Кабанель, Бугро, Делоне, Доре, Лефевр, Каролюс-Дюрана, Перро, Ленуар, Сіньяк, Годвард, Блаас, Больдіні, Жерве, Тіссо.

## Критика
У Франції Беро користувався популярністю, зокрема, Гі де Мопассан називав його «найчарівнішим вигадником» (фр. le plus charmant des fantaisistes). Однак, його творчість зовсім ігнорувалась мистецтвознавцями того періоду. Російські художники сприймали роботи Беро з іронією, якщо не сарказмом, бачачи в них втілення нещирості і очевидну комерційну спрямованість. Так чи інакше, ні Пушкінський музей, ні Ермітаж, — дві найбільші в Росії колекції французького живопису рубежу XIX—XX століть, — не мають робіт Беро. Також немає і присвячених йому статей в енциклопедії Брокгауза і Ефрона та у Великій радянській енциклопедії.

Ще до відвідин музею, Ілля Юхимович Рєпін, який жив у Парижі, говорив: «головними експонатами виставки Марсового поля вважаються дві речі: Дорога хреста — Голгофа, куди несе свій хрест Христос, супроводжуваний сучасними нам людьми, Ж. Беро, інша — „Все померло“»(точна назва картини бельгійця Л. Фредеріка: «Тризна похорону», фр. Le Repas de funérailles). Беро — майже ровесник Рєпіна, і російський художник уважно розглядав і техніку, і сюжетну подачу свого французького колеги. У своїх мемуарах «Далеке близьке» він згадує картину, виставлену Беро на тій виставці: Ісус Христос в оточенні людей із XIX століття. 
Цей сюжетний прийом не викликає захоплення в російського художника: Беро в цій подачі матеріалу не піонер, і Рєпін нагадує, що мода на малювання Христа в суспільстві та обстановці сучасного художника XX століття пішла «з легкої руки німецького художника Уде», та й сам «Ж. Беро вже не перший раз зводить Христа в обстановку нашого часу». Рєпін нарікає:

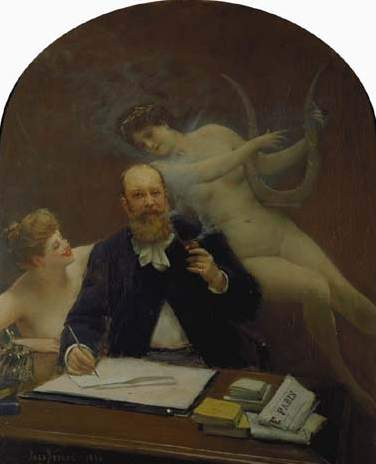
Арман Сільвестр (1894).
Музей августинців, Тулуза

Резюмуючи, що не бачить у творчості Беро щирості і таланту, Рєпін критикує інші картини цього художника, показуючи як «спритний розрахунок на масу робить свою справу»:
У примітках до спогадів Рєпіна Корній Чуковський уточнює: «портретик дідка письменника» (Армана Сильвестра) — це картина Беро «Спокуса св. Антонія», про яку М. М. Антокольський у статті «Правда та брехня в мистецтві» писав, що св. Антоній — «просто сучасний портрет відомої паризької особистості, людини середнього віку, товстої, хтивої, яка сидить за письмовим столом, пише та палить, а на плечах у неї помістились дві спокусниці — бульварні феї, excusez-moi — зовсім без костюмів …»

## Галерея робіт

### В експозиціях музеїв світу
У Франції Жан Беро представлений в паризьких музеях д'Орсе (8 робіт) і Карнавале, у Тулузькому музеї Августинців, у музеї образотворчих мистецтв у Ніцці, в Іль-де-Франс та кількох інших. В Англії — одна робота в лондонській Національній галереї. У Бельгії — одна картина в музеї образотворчих мистецтв (нід. Museum voor Schone Kunsten) міста Гента. У США — одна робота в нью-йоркському музеї Метрополітен і одна — в музеї мистецтв Волтерса в Меріленді.

### У приватних колекціях
Усі наведені нижче картини Беро, якщо іншого не зазначено, знаходяться в приватних зібраннях.